# Uganda International 2019
Die Uganda International 2019 im Badminton fanden vom 21. bis zum 24. Februar 2019 in Kampala statt. 

## Sieger und Platzierte
| Disziplin    | Gold                                   | Silber                         | Bronze                                |
| ------------ | -------------------------------------- | ------------------------------ | ------------------------------------- |
| Herreneinzel | B. M. Rahul Bharadwaj                  | Kári Gunnarsson                | Bahaedeen Ahmad Alshannik             |
| Herreneinzel | B. M. Rahul Bharadwaj                  | Kári Gunnarsson                | Azmy Qowimuramadhoni                  |
| Dameneinzel  | Thet Htar Thuzar                       | Domou Amro                     | Samin Abedkhojasteh                   |
| Dameneinzel  | Thet Htar Thuzar                       | Domou Amro                     | Aisha Nakiyemba                       |
| Herrendoppel | Godwin Olofua Anuoluwapo Juwon Opeyori | Siddharth Jakhar Ahmed Salah   | Friday Attama Muzafar Lubega          |
| Herrendoppel | Godwin Olofua Anuoluwapo Juwon Opeyori | Siddharth Jakhar Ahmed Salah   | Artur Niyazov Dmitriy Panarin         |
| Damendoppel  | Doha Hany Hadia Hosny                  | Samin Abedkhojasteh Domou Amro | Betty Apio Phiona Sembogo             |
| Damendoppel  | Doha Hany Hadia Hosny                  | Samin Abedkhojasteh Domou Amro | Evelyn Siamupangila Ogar Siamupangila |
| Mixed        | Howard Shu Paula Obanana               | Vinson Chiu Breanna Chi        | Adham Hatem Elgamal Doha Hany         |
| Mixed        | Howard Shu Paula Obanana               | Vinson Chiu Breanna Chi        | Ahmed Salah Hadia Hosny               |